# Platybunus decui
Platybunus decui is een hooiwagen uit de familie echte hooiwagens (Phalangiidae).